# مارچانیزه
مارچانیزه (به ایتالیایی: Marcianise) یک کومونه در ایتالیا است که در استان کسرتا واقع شده‌است.

## خصوصیات
مارچانیزه ۳۰ کیلومترمربع مساحت و ۴۰٬۴۷۶ نفر جمعیت دارد و ۳۳ متر بالاتر از سطح دریا واقع شده‌است.